# Klasztor karmelitanek bosych w Elblągu
Klasztor karmelitanek bosych w Elblągu – dom i wspólnota zakonu karmelitanek bosych znajdujące się w Elblągu. Posiada wezwanie Niepokalanego Poczęcia Najświętszej Maryi Panny.

## Historia
Elbląski karmel ufundowały w 1958 roku karmelitanki z klasztoru w Krakowie przy ulicy Łobzowskiej. W pierwszych latach istnienia zakon doświadczał szykan ze strony władzy komunistycznej, która dążyła do likwidacji klasztoru. W latach siedemdziesiątych przybyły siostry z klasztorów w Krakowie i Poznaniu. W 1973 roku oficjalnie uznano obecność sióstr. W 1983 roku rozpoczęto rozbudowę budynków klasztornych. W kolejnych latach elbląska wspólnota cieszyła się rozwojem, co zaowocowało fundacjami nowych klasztorów w Gdyni (1981), na Islandii (1984) i w Spręcowie koło Olsztyna (1993).

## Działalność
Zgodnie z jej ideałami świętej Teresy Karmelitanki Bose prowadzą życie kontemplacyjno-eklezjalne, w harmonii między samotnością i milczeniem a komunią siostrzaną, w rodzinie ukształtowanej na wzór małego “kolegium Chrystusa”, którego centrum stanowi miłość Pana, normą życia jest miłość siostrzana wraz z wielkodusznym wyrzeczeniem ewangelicznym.

Siostry żyją i posługują zgodnie z charyzmatem karmelitańskim według reformy św. Teresy z Avila. Podejmują życie zakonne kontemplacyjne, w którym centralne miejsce zajmuje modlitwa. Obowiązuje je klauzura papieska. Udostępniają miejsce na indywidualne rekolekcje i dni skupienia. Utrzymują się z pracy własnej i jałmużny m.in. prowadzą pracownię haftu ręcznego.